# Château de Borthwick
Le château de Borthwick est l'une des fortifications médiévales écossaises les plus grandes et les mieux conservées. Il est situé à 12 milles (19 km) au sud-est d'Édimbourg à l'est du village de Borthwick, sur un site protégé sur trois côtés par une falaise abrupte. Il est construit en 1430 pour Sir William Borthwick, dont le château tire son nom,.
Des vues panoramiques sur le château peuvent être admirées depuis le chemin de fer Borders entre les gares d'Édimbourg Waverley et Tweedbank.

## Histoire

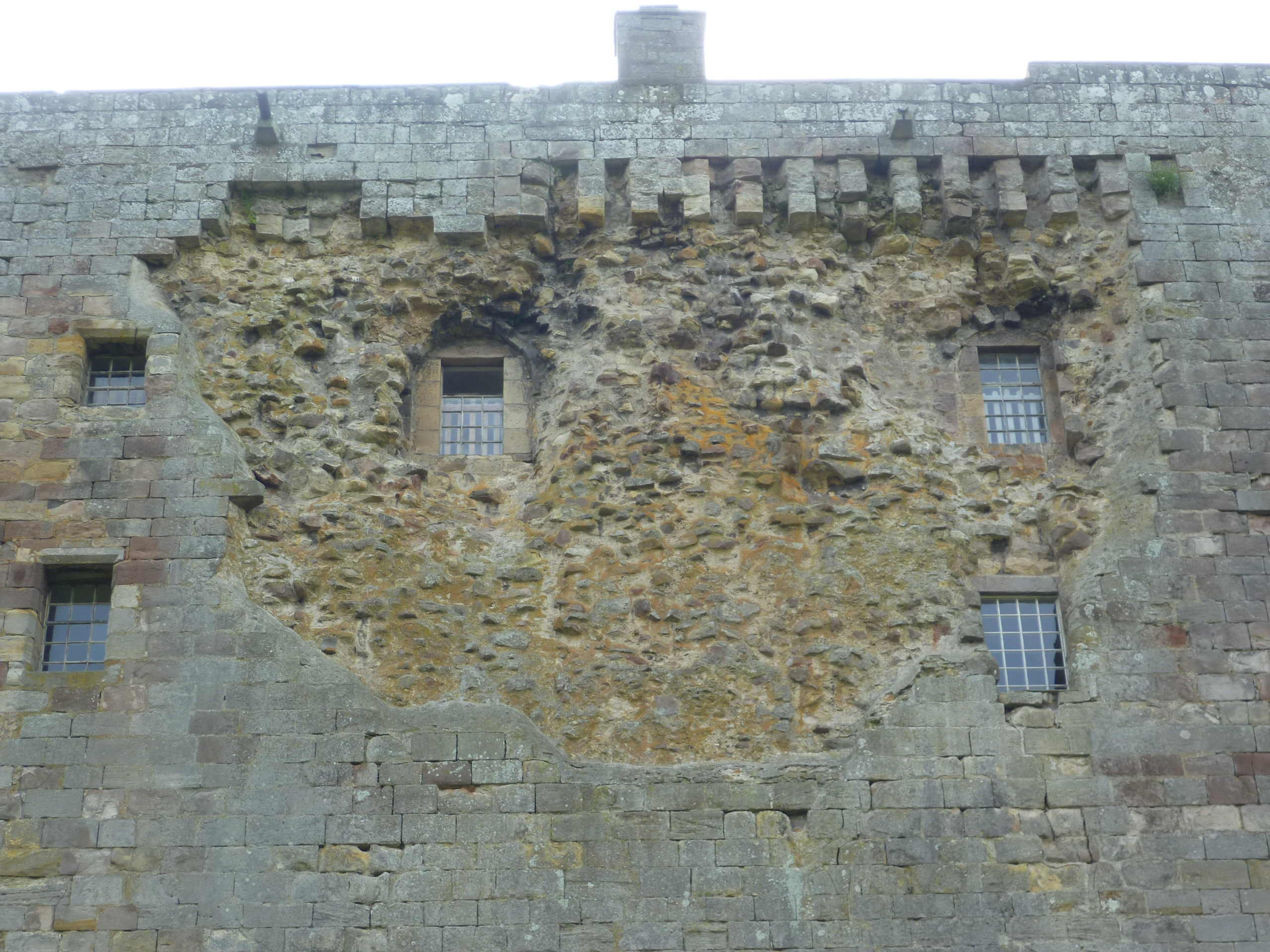
Le mur est, endommagé en 1650

Le château est construit sur le site d'une structure antérieure, et il reste le siège ancestral de la famille Borthwick. Sir William Borthwick, plus tard le 1er Lord, obtient du roi Jacques Ier le 2 juin 1430 une licence pour ériger sur la Mote de Locherwart, un château ou fortalice. C'est inhabituel en Écosse, car les nobles n'avaient généralement pas besoin d'obtenir l'autorisation pour construire et fortifier un château. Il acquiert une grande partie de Locherworth de son voisin William Hay qui en est irrité et jaloux du château de son voisin. Les effigies médiévales bien conservées du constructeur et de sa dame peuvent être vues dans la paroisse voisine de St Kentigern, qui conserve une nef du XVe siècle également probablement construite par lui. C'est à l'origine une forteresse en pierre centrée sur une maison-tour d'une hauteur inhabituelle avec des murs jusqu'à 14 pieds (4,3 m) d'épaisseur et 110 pieds (34 m) de hauteur. La conception est un donjon en forme de "U" avec un espace entre les tours en saillie, légèrement asymétriques. Il y a une cour défensive autour avec des tours rondes percées de trous de tir aux angles. Alors que la maison-tour elle-même est exceptionnellement bien conservée pour son époque, le mur d'enceinte et les tours sont en grande partie restaurés.
Marie Stuart visite Borthwick en août 1563 et octobre 1566. Le 15 mai 1567, elle épouse James Hepburn, 4e comte de Bothwell, et en juin, ils arrivent à Borthwick où ils sont assiégés dans le château alors qu'ils sont sous la protection du 6e Lord Borthwick. Mary échappe au siège en se déguisant en page masculin.
Cependant, la reine est bientôt arrêtée et emmenée au château de Loch Leven où elle est retenue en captivité. Bothwell fuit vers les Orcades et les Shetland, et de là s'enfuit en Norvège, qui à l'époque est sous domination danoise. "Le roi du Danemark le garde en prison comme un pion utile, d'abord à Malmö, puis à Dragsholm en Zélande, où il meurt fou. Son corps embaumé est conservé dans une crypte de l'église de Faarvejle à proximité".

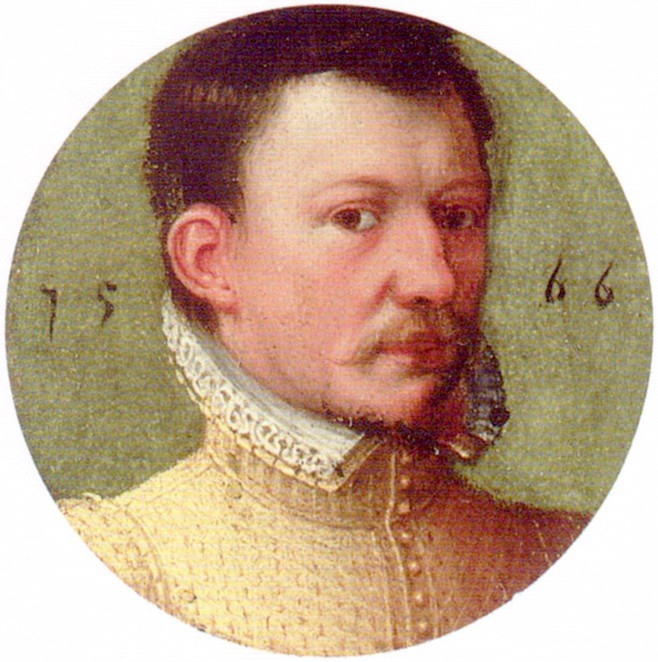
James Hepburn, 4e comte de Bothwell, époux de Mary, reine d'Écosse du 15 mai 1567 à sa mort le 14 avril 1578.

En 1650, le château est attaqué par les forces d'Oliver Cromwell et se rend après seulement quelques coups de canon. Les dégâts causés aux murs par cette attaque sont toujours visibles.
Après une période d'abandon, le château est restauré en 1914. Pendant la Seconde Guerre mondiale, la structure est utilisée comme cachette pour stocker des trésors nationaux. En 1973, il est loué par la famille Borthwick et transformé en un lieu de location.
En juin 2013, le château ferme pour d'importants travaux de rénovation et ouvre de nouveau ses portes en tant que lieu d'événements en septembre 2015.

## Bâtiment

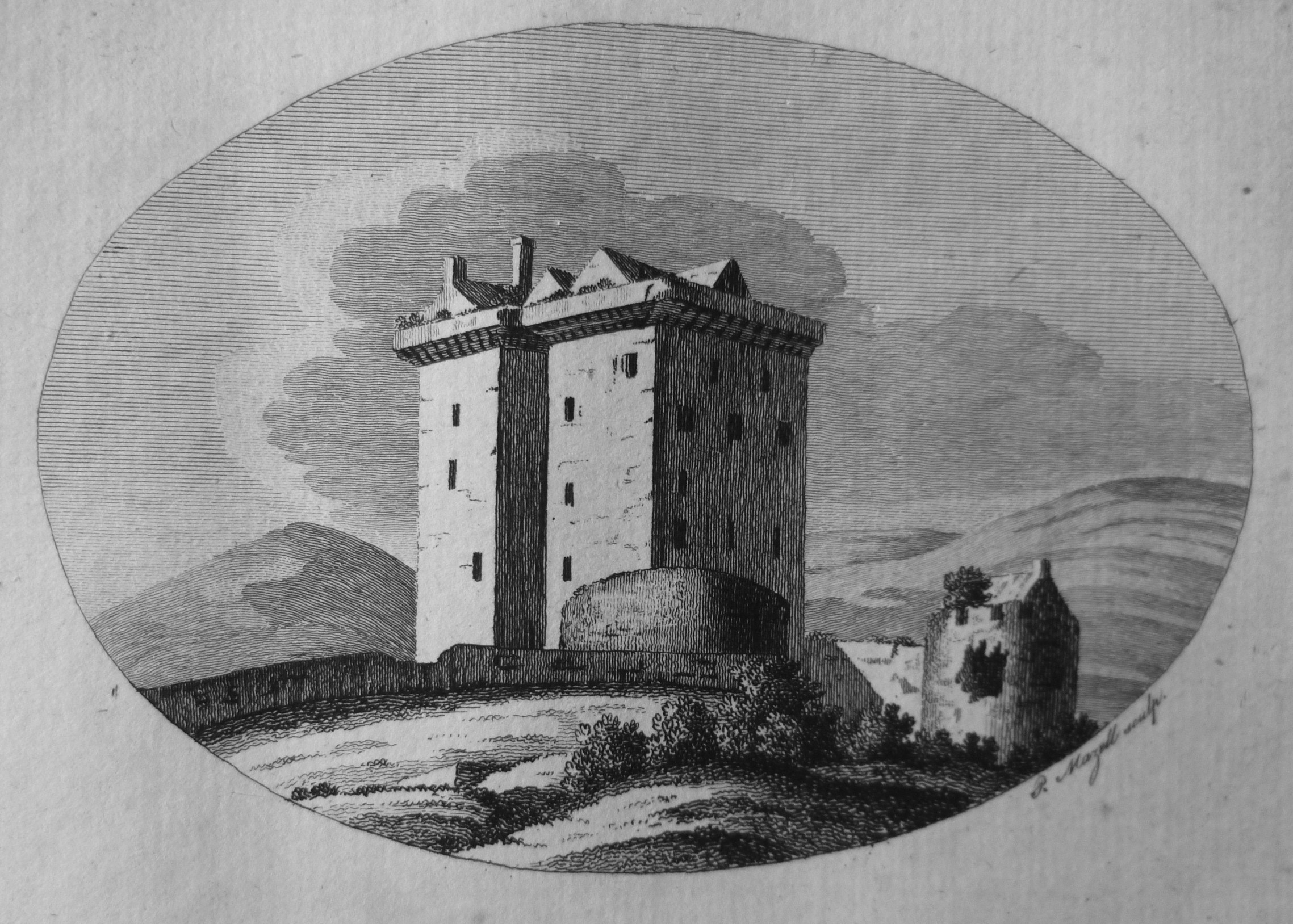
Le château à la fin du XVIIIe siècle

Le château de Borthwick est construit comme une double tour de 74 pieds (23 m) de long, 68 pieds (21 m) de largeur et 90 pieds (27 m) de haut. Le château est sur une petite colline entourée d'un ruisseau. Hormis la grande cicatrice de canon sur une face, les murs, construits en pierre de taille fine de grès, sont pratiquement achevés et, très exceptionnellement, aucune des étroites fenêtres d'origine n'a été agrandie. Les remparts, cependant, ne subsistent plus à leur hauteur d'origine, ayant perdu leurs créneaux. Ils sont portés sur des corbeaux massifs en saillie avec des cocardes d'angle. La tour a deux portes, à la fois inchangées et à tête ronde. L'une au rez-de-chaussée mène à la cuisine en partie souterraine et aux voûtes de stockage. Le second est directement au-dessus au niveau du premier étage et mène directement dans la grande salle voûtée en pierre. On y accède par un pont de pierre reconstitué.
La grande salle du château de Borthwick est longue de 40 pieds (12 m) let de grande hauteur. Le plafond gothique en tonneau est peint avec des images du château et 'De Temple of Honor' en caractères gothiques,. La cheminée qui est également à grande échelle est recouverte de dessins.

## Galerie

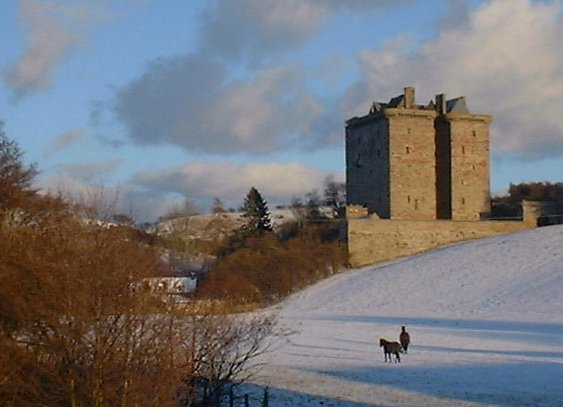
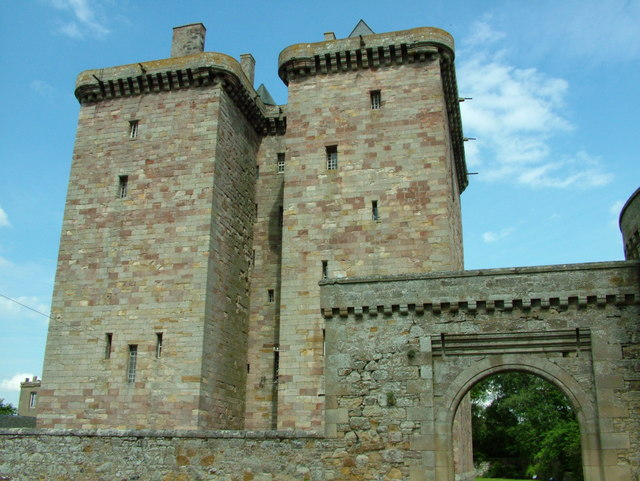
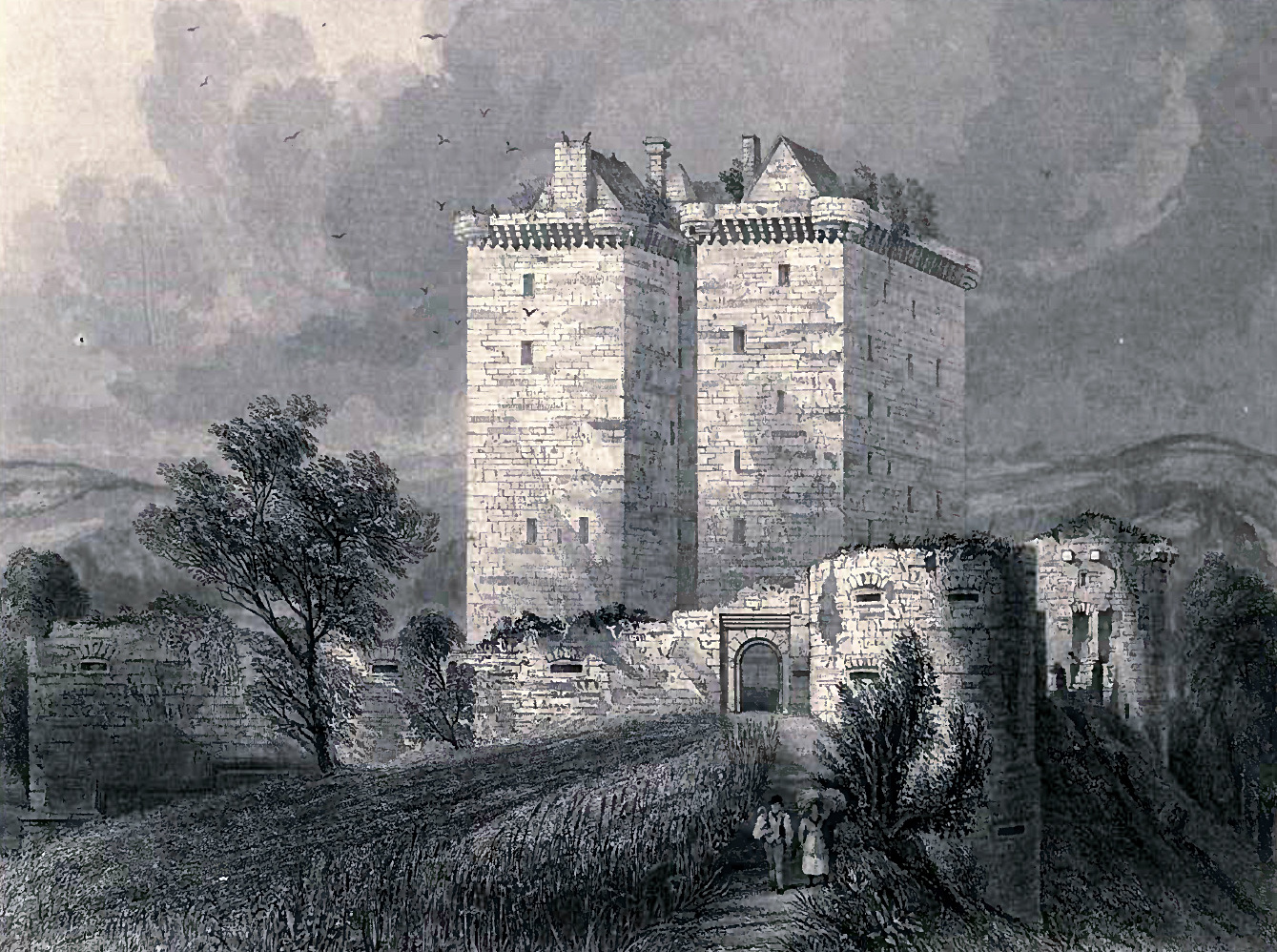